# Lista chorążych reprezentacji Konga na igrzyskach olimpijskich
Lista chorążych reprezentacji Konga na igrzyskach olimpijskich – lista zawodników i zawodniczek reprezentacji Konga, którzy podczas ceremonii otwarcia nowożytnych igrzysk olimpijskich nieśli flagę Konga.

## Chronologiczna lista chorążych
| Lp. | Rok i miejsce     | Chorąży               | Dyscyplina    |
| --- | ----------------- | --------------------- | ------------- |
| 1   | 1964, Tokio       | b.d.                  |               |
| 2   | 1972, Monachium   | b.d.                  |               |
| 3   | 1980, Moskwa      | b.d.                  |               |
| 4   | 1984, Los Angeles | Simone Nkabou         |               |
| 5   | 1988, Seul        | b.d.                  |               |
| 6   | 1992, Barcelona   | b.d.                  |               |
| 7   | 1996, Atlanta     | Léontine Tsiba        | Lekkoatletyka |
| 8   | 2000, Sydney      | Marien Michel Ngouabi | pływanie      |
| 9   | 2004, Ateny       | Rony Bakale           | pływanie      |
| 10  | 2008, Pekin       | Pamela Mouele-Mboussi | Lekkoatletyka |
| 11  | 2012, Londyn      | Lorene Bazolo         | Lekkoatletyka |
| 12  | 2016, Rio         | Franck Elemba         | Lekkoatletyka |
| 13  | 2020, Tokio       | Natacha Ngoye Akamabi | Lekkoatletyka |